# چلبی‌لر (بردع)
چلبی‌لر (به لاتین: Çələbilər) یک منطقه مسکونی در جمهوری آذربایجان است که در شهرستان بردع واقع شده است. چلبی‌لر ۷۵۸ نفر جمعیت دارد.